# Тридцать пятое правительство Израиля
Тридцать пятое правительство Израиля (ивр. ממשלת ישראל השלושים וחמש‎) — коалиционное правительство Израиля, сформированное Биньямином Нетаньяху по итогам парламентских выборов 2 марта 2020 года, также известное как правительство Ганц — Нетаньяху. Правительство сформировано коалицией, состоящей из партий Ликуд, Кахоль-Лаван, Авода, Дерех-Эрец, Гешер, Еврейский дом, ШАС и Яхадут ха-Тора, подкреплённой абсолютным большинством мандатов Кнессета 23-го созыва: 67 из 120. Правительство одобрено Кнессетом 17 мая. 73 депутата из 120 проголосовали за, 46 — против. В тот же день правительство приведено к присяге.
Таким образом, впервые с начала политического кризиса в Израиле (2019-2022) появился действующий глава кабинета Биньямин Нетаньяху — и теневой центр власти, «альтернативный» премьер-министр в ранге министра обороны Бени Ганц. Предполагалось, что 18 месяцев премьер-министром будет Нетаньяху, в оставшиеся 18 месяцев, после 17 ноября 2021 года — Ганц. Однако, правительство столкнулось с отсутствием договорённости по бюджету на 2020 год, в результате чего Кнессет был автоматически распущен 23 декабря 2020 года, а новые парламентские выборы были назначены на 23 марта 2021 года.

## Состав
В правительстве 36 министров и 16 заместителей, 14 портфелей получила Ликуд:
- Премьер-министр — Биньямин Нетаньяху (Ликуд)
- Сменный премьер-министр, министр обороны до 21 ноября 2021 года (предполагалось) — Биньямин Ганц (Кахоль-Лаван)
- Министр финансов — Исраэль Кац (Ликуд)
- Министр здравоохранения — Юлий Эдельштейн (Ликуд)
- Министр образования — Йоав Галант (Ликуд)
- Министр внутренней безопасности — Амир Охана (Ликуд)
- Министр транспорта и безопасности дорожного движения — Мири Регев (Ликуд)
- Министр высшего образования, министр по делам водных ресурсов — Зеэв Элькин (Ликуд)
- Министр по охране окружающей среды — Гила Гамлиэль (Ликуд)
- Министр энергетики — Юваль Штайниц (Ликуд)
- Министр регионального сотрудничества — Офир Акунис (Ликуд)
- Министр разведки — Эли Коэн (Ликуд)
- Министр по делам информационных технологий — Давид Амсалем (Ликуд)
- Министр по делам поселений – Ципи Хотовели (Ликуд)
- Министр без портфеля — Цахи Ханегби (Ликуд)
- Министр иностранных дел — Габи Ашкенази (Кахоль-Лаван)
- Министр юстиции — Ави Нисенкорн (Кахоль-Лаван)
- Министр экономики — Амир Перец (Авода)
- Министр труда и социального обеспечения — Ицхак Шмули[англ.] (Авода)
- Министр связи — Йоаз Хендель[англ.] (Дерех-Эрец[англ.])
- Министр культуры и спорта — Хили Троппер (Кахоль-Лаван)
- Министр стратегического планирования — Орит Фаркаш-Коэн[англ.] (Кахоль-Лаван)
- Министр по делам социального равенства и меньшинств — Мерав Коэн (Кахоль-Лаван)
- Министр туризма — Асаф Замир[англ.] (Кахоль-Лаван)
- Министр науки, технологии и космоса — Изхар Шай[англ.] (Кахоль-Лаван)
- Министр по делам диаспоры — Омер Янкелевич (Кахоль-Лаван)
- Министр алии и интеграции — Пнина Тамано-Шата (Кахоль-Лаван)
- Министр сельского хозяйства — Алон Шустер[англ.] (Кахоль-Лаван)
- Министр, отвечающий за гражданские проекты, в Министерстве обороны Израиля — Михаэль Битон[англ.] (Кахоль-Лаван)
- Министерство по делам развития и укрепления общин – Орли Леви-Абукасис (Гешер[англ.])
- Министр внутренних дел — Арье Дери (ШАС)
- Министр по делам религий — Яаков Авитан[ивр.] (ШАС)
- Министр строительства и жилищной политики — Яаков Лицман (Яхадут ха-Тора)
- Министр по делам Иерусалима и по нацпроектам — Рафи Перец (Еврейский дом)